# فیلم داستانی

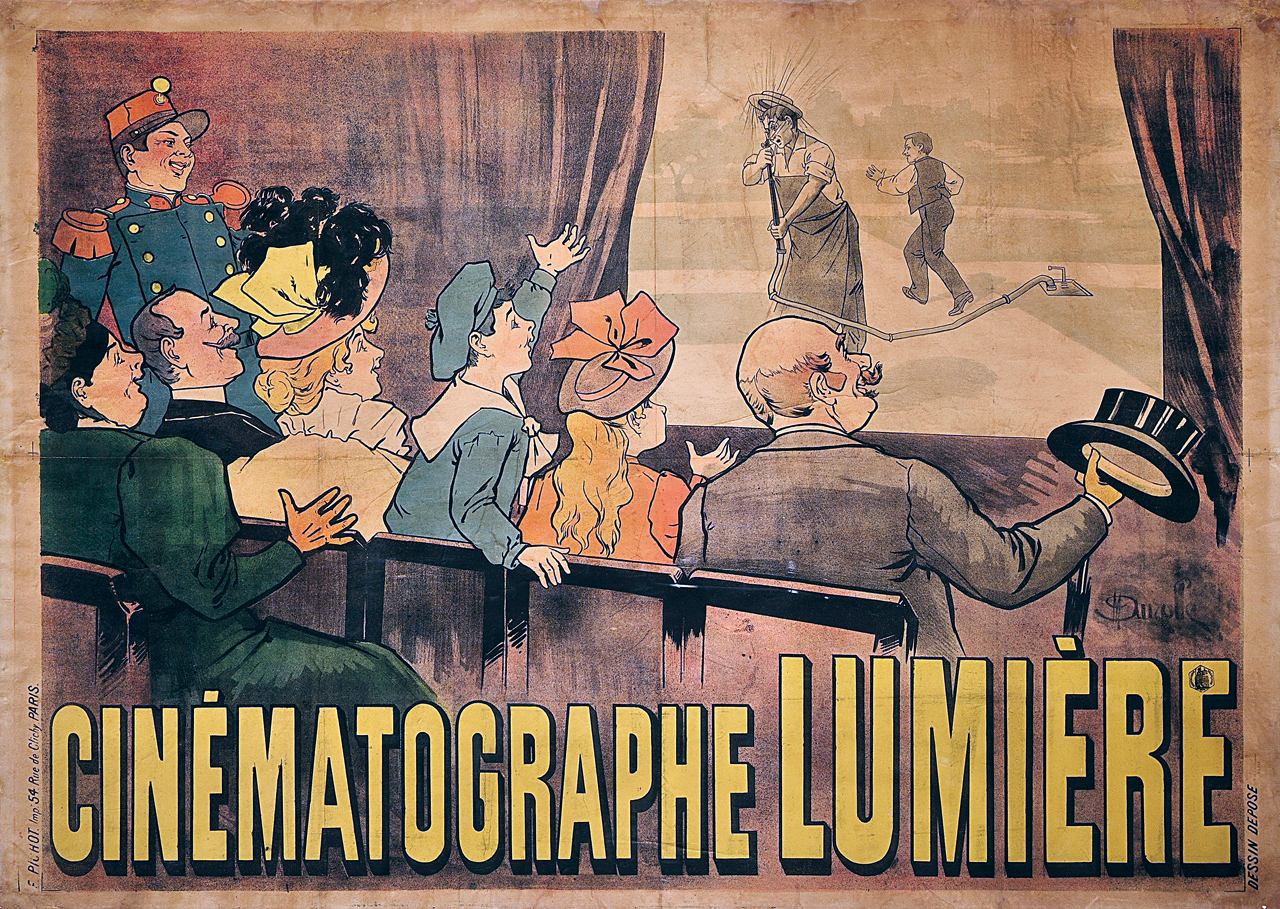
فیلم داستانی

فیلم داستانی یا فیلم روایی صورتی از فیلم است که یک داستان یا حادثه را به نمایش می‌گذارد. در این سبک فیلم، روایت‌کننده یا شخصیت‌های فیلم کمک می‌کنند تا داستان، واقعی جلوه کند.
فیلم داستانی دارای یک فیلمنامه نوشتاری است که جزئیات گوناگون صحنه‌های مختلف فیلم در آن تعریف می‌شود. در این نوع فیلم، بازیگر ، گفتگوها و کارهای تعریف شده در فیلم‌نامه را پیاده‌سازی می‌کند.